# Thanington
Thanington är en ort och civil parish i grevskapet Kent i sydöstra England. Orten ligger i distriktet Canterbury och utgör en sydvästlig förort till Canterbury. Civil parishen hade 2 761 invånare vid folkräkningen år 2021. Civil parishen hade före den 1 april 2019 namnet Thanington Without.
I civil parishen ligger även orten Stuppington.